# Маркиян Камыш
Маркиян Камыш — украинский писатель, чернобыльский сталкер.

## Биография
С 2010 исследует Чернобыльскую Зону отчуждения нелегально.
Роман «Оформляндия» – темная сторона Чернобыля, его эмоциональное измерение и сталкерская исповедь. Ответ на вопрос о том, что творится в душе человека, который годами исследует заброшенную землю. Литкритиками книга и определяется как роман, но событийный фон выписан на чернобыльском материале из опыта автора, называющего текст «эмоциональной картографией» и «геопоэтикой». Маркиян один из самых опытных чернобыльских сталкеров. Рассказы «Ряска», «Река», повесть «Чермет», историко-мифологическая разведка под названием "Мифогеография" и роман «Хазяин» также исследуют Полесье, как аутентичный регион и "Амазонку Европы", лучше всего сохранившую лингвистические и мифологические реликты прошлого.
«Оформляндия» хвалебно встречена украинской литкритикой и писателями. Во Франции, под названием «La Zone», книга приобрела широкую огласку и получила хвалебные отзывы ведущих СМИ, среди которых Marianne, Lesinrocks, VSD, L’OBS , 20minutes, France culture, TF1, Le Point.
Потрясающая книга.
— Le Nouvel Observateur
Ослепительный текст.
— Les Inrocks
Фантастика.
— L'Humanite
Великолепно написано.
— Le Point
В Италии, наряду с романами Иэна Макьюэна, Маргарет Этвуд, Элены Ферранте, «Оформляндия» вошла в десятку книг года по версии la Repubblica, как одна из «Созвездие из десяти книг, которые лучше отражают дух времени». В отдельной рецензии la Repubblica назвала Камыша «сильным характером», а Corriere della Sera так охарактеризовала дебютный роман украинского писателя: «Благодаря стилю, уравновешенному между языковым экстазом отчаянной путешествия, между разрушением реликтов исторической трагедии и жестоким и сентиментальным минимализмом ужасающей реальности Камыш пишет произведение, способен потрясти нас перед лицом человеческой боли и боли природы». il Manifesto назвала «Оформляндию» историей, которая предлагает не болезненный туризм, но акт любви, мистическое погружение в застывший мир, предстает перед нами в беззащитной и острой красоте. В 2020 роман вошел в ТОП-5 книг о Чернобыле по версии итальянского Esquire.

## Материалы (по-русски)
- Интервью для русской службы ВВС
- Для русской службы французского радио RFI
- Для украинской газеты «День»